# 佐渡 (海防艦)
佐渡（さど）は、日本海軍の海防艦。
普遍的には択捉型海防艦の3番艦とされているが、海軍省が定めた艦艇類別等級では占守型海防艦の7番艦。艦名は新潟県にある佐渡島にちなむ。

## 概要
海防艦（かいぼうかん）佐渡（さど）は、日本海軍が日本鋼管株式会社鶴見造船所で建造し、1943年（昭和18年）3月27日に竣工した海防艦（マル急計画、甲型海防艦）。
竣工から間もなく姉妹艦松輪と共に第一海上護衛隊に編入され、東南アジア方面（日本本土～台湾～シンガポール間）の船団護衛任務に従事した。
同年11月15日、海上護衛総司令部の設立に伴い、第一海上護衛隊所属の本艦も同部隊の麾下となった。
1944年（昭和19年）5月頃からヒ船団の護衛に加わり、大鷹型航空母艦と行動を共にする。
8月16日より、第一海上護衛隊の掃蕩隊に所属。
8月17日、佐渡および僚艦（択捉、松輪、日振、朝風）は台湾からヒ71船団に合流、空母大鷹等と共にシンガポールへ向かう。
だがヒ71船団はアメリカ海軍潜水艦複数隻に襲撃され、8月18日夜から大鷹や速吸沈没等の大損害を受ける。
対潜掃蕩に従事した海防艦3隻（佐渡、松輪、日振）も遭難現場からマニラへ移動中、8月22日に米潜水艦2隻（ハーダー、ハッド）の襲撃により、揃って撃沈された。

## 艦歴

### 竣工まで
海防艦佐渡（さど）は、1941年（昭和16年）に決定したマル急計画により、日本海軍が建造した急造海防艦。海防艦甲型、仮称艦名第312号艦として計画。1942年（昭和17年）2月21日、日本鋼管株式会社鶴見造船所で起工。
8月20日、日本海軍は建造中の阿賀野型軽巡洋艦を矢矧、秋月型駆逐艦を若月、海防艦4隻をそれぞれ択捉・松輪・佐渡・隠岐と命名する。
同日附で各艦は艦艇類別等級表に登録。
海防艦4隻（択捉、松輪、佐渡、隠岐）は占守型海防艦に類別。
佐渡は、占守型の7番艦となる。
また、5隻（矢矧、択捉、松輪、佐渡、隠岐）の本籍は佐世保鎮守府所属と仮定された。
11月28日、佐渡は進水。
1943年（昭和18年）2月20日、日本海軍は松林元哉中佐（当時、軽巡五十鈴副長。五十鈴は第三次ソロモン海戦での損傷を修理中）を佐渡艤装員長に任命する。
2月24日、鶴見造船所内の佐渡艤装員事務所は事務を開始。
3月27日、竣工。松林中佐（佐渡艤装員長）は佐渡海防艦長（初代）となる。同日附で、佐渡艤装員事務所は撤去された。
本籍を佐世保鎮守府に定められる。
本艦より先に竣工した松輪や、3月27日竣工の佐渡は、それぞれ南西方面艦隊麾下の第一海上護衛隊に編入された。
一方で、同隊から転出する駆逐艦（春風、松風、三日月）や水雷艇もあった。

### 昭和18年の行動
1943年（昭和18年）3月27日をもって第一海上護衛隊に編入された佐渡は、竣工当日に横須賀へ回航され、4月18日まで在泊。整備作業中の4月1日、同隊軍隊区分北支隊に編入された。4月21日、門司へ回航。24日、J船団（7隻）を護衛し、門司発。29日、高雄着。
5月3日、258船団（6隻）を護衛し、高雄発。7日、門司着。12日、P船団（3隻）を護衛し、門司発。15日、高雄着。18日、第一海上護衛隊司令官の将旗を高雄庁舎から本艦に移揚し、263船団（9隻）を護衛し、高雄発。22日、門司着。27日、第一海上護衛隊司令官の将旗は高雄庁舎に復帰。31日、161船団（7隻）を護衛し、門司発。
6月4日、高雄着。8日、270船団（8隻）を護衛し、高雄発。門司の手前で分離し、佐世保へ回航。12日-27日まで、佐世保海軍工廠で修理に従事。28日、W船団（3隻）を護衛し、門司発。以後、門司-台湾-マニラ-シンガポールを結ぶ線での護衛に従事。8月1日、第一海上護衛隊の軍隊区分は廃止され、全艦が第一海上護衛隊司令官の直率となった。
10月5日、佐渡海防艦長は松林元哉中佐から谷口信義中佐に交代する。
11月15日、日本海軍は海上護衛総司令部（司令長官及川古志郎大将）を新編する。第一海上護衛隊所属の本艦も同部隊の麾下となった。佐渡は11月21日から佐世保海軍工廠で入渠整備をおこなう。12月、佐渡や択捉等は佐世保で修理と整備を実施（佐渡は12月下旬まで）。12月31日、佐渡は「ヒ29船団」を護衛して門司を出撃した。

### 昭和19年の行動
1944年（昭和19年）1月4日から6日まで高雄港（台湾）に、9日から10日までマニラに立ち寄ったヒ29船団（護衛艦、佐渡）は、1月15日にシンガポール到着。
1月19日、佐渡はヒ30船団を護衛して同地発。30日から31日まで高雄港に立ち寄る。
だがヒ30船団は米潜水艦タンバー (USS Tambor, SS-198)に襲撃される。
2月3日以降、タンバーの雷撃によりタンカー五洋丸（五洋商船、8,469トン）、
ありあけ丸（日本海運、5,149トン）が撃沈された。「佐渡」は爆雷攻撃を行い「タンバー」に被害を与えた。佐渡は2月6日から8日まで基隆市（台湾北部）に避泊。「タモ01A船団」を護衛し、2月12日佐世保に到着した。
本艦は、佐世保海軍工廠で修理と整備改造工事を実施（同時期、姉妹艦択捉も佐世保で整備中）。
2月23日、佐渡は「ヒ49船団」を護衛して門司を出撃。航海中、高雄港で海防艦占守がヒ49船団に合流する。
3月6日から7日、佐渡はサンジャック（ベトナム）寄港。占守は途中でヒ49船団から分離、佐渡とは別行動となる（シンガポール移動後、占守・択捉・三宅・壱岐でヒ48船団を護衛）。
3月7日のサンジャック出撃時、「ヒ49船団」護衛艦は2隻（佐渡、汐風）となった。
その後、「シサ01A船団」を臨時に護衛した佐渡は、シンガポールに移動した。
3月15日、護衛艦2隻（佐渡、汐風）は輸送船13隻で編成された「ヒ50船団」を護衛してシンガポールを出港。18日、船団はサンジャックに到着し、20日に出港。24日にマニラに到着し、27日に出港。30日高雄港に到着。
4月1日に出港、2日に馬公に寄港。4日に出港。8日に門司に到着した。
その後、佐世保海軍工廠で修理と整備を実施。
4月29日、第八護衛船団司令部は佐渡にて事務を開始する。
5月上旬、佐渡は「ヒ61船団」に加わる。
5月3日、第八護衛船団司令官佐藤勉少将（旗艦、佐渡）を指揮官とするヒ61船団は、護衛艦（大鷹型航空母艦《大鷹》、駆逐艦《朝顔、響、電》、海防艦《佐渡、倉橋、第五号、第七号、一七号》）で加入船舶11隻を護衛し、門司発。
5月8日、輸送船「あかね丸」が米潜水艦（ホー）の雷撃で小破したものの、ヒ61船団はマニラを経由して、17日（18日とする資料あり）シンガポールに到着した。
だがマニラでヒ61船団より分離した日栄丸船団（駆逐艦《電、響》、タンカー《日栄丸、あづさ丸、建川丸》）は、途中で駆逐艦電（第6駆逐隊）を米潜水艦ボーンフィッシュの雷撃で喪失した。
5月23日、「ヒ62船団」は護衛艦（空母《大鷹》、海防艦《佐渡〔ヒ62船団旗艦〕、倉橋、第五号、第七号、一三号》）で加入船舶8隻を護衛し、シンガポール発。マニラを経由して、7-8日に六連および門司到着。佐渡は佐世保へ回航し、7月8日まで主機械の整備を行う。
7月中旬、佐渡は「ヒ69船団」に加わる。
7月14日、第五護衛船団司令官吉冨説三少将（旗艦、香椎）を指揮官とする「ヒ69船団」は、護衛艦（練習巡洋艦《香椎》、大鷹型空母《神鷹》、海防艦《千振、佐渡、第七号、一七号）で加入船舶14隻（航空機輸送任務の大鷹と海鷹を含む）を護衛し、門司を出撃した。
7月18日、一七号海防艦が潜水艦（タイルフィッシュ）の雷撃で小破、船団を離脱した（高雄に回航）。他艦に被害なく、20日マニラ到着。ここで輸送任務の空母2隻（大鷹、海鷹）は分離。ヒ68船団等に加入して内地に帰投した。
一方、ヒ69船団は護衛艦に海防艦2隻（一三号、一九号）を加えて25日にマニラを出撃。7月31日、ヒ69船団はシンガポールに到着した。
8月4日、吉冨少将（第五護衛船団司令官、旗艦香椎）を指揮官とする「ヒ70船団」は、護衛艦（練習巡洋艦《香椎》、空母《神鷹》、秋月型駆逐艦《霜月》、海防艦《千振、佐渡、一三号、一九号》）で加入船舶8隻を護衛し、シンガポールを出撃。
マニラから来た軽巡洋艦北上（第十六戦隊）が途中合流し、日本に向かった。
8月12日午前8時頃、ヒ70船団は北緯26度19分 東経122度33分 / 北緯26.317度 東経122.550度地点で敵潜水艦を発見、佐渡・一三号海防艦と神鷹機が撃沈したと記録する。ただし米国側に対応艦の記録はない。
佐渡は同日よりヒ70船団から分離し、対潜掃蕩を行いつつ基隆へ向かった。
8月16日、第一海上護衛隊は軍隊区分掃蕩隊第三掃蕩小隊を海防艦4隻（佐渡、松輪、日振、擇捉）に改編し、同小隊は佐渡海防艦長の指揮下で行動することになった。

### 沈没
佐渡がヒ70船団を護衛中の8月上旬、日本海軍は南方向け重要船団ヒ71船団を編成していた。
空母大鷹（艦長杉野修一大佐）、駆逐艦2隻（夕雲型駆逐艦藤波、神風型駆逐艦夕凪）、海防艦複数隻を護衛に附け、第三掃蕩小隊（佐渡、松輪、日振、択捉）と駆逐艦朝風も台湾からヒ71船団に加わることになった。
8月17日、松輪を含め護衛艦艇（佐渡、松輪、日振、択捉、朝風）は馬公市（台湾、澎湖諸島）でヒ71船団に合流する。
だが同船団はアメリカ潜水艦複数隻に狙われていた。
マニラに向け航行中の8月18日朝、米潜水艦レッドフィッシュの雷撃で永洋丸が被雷。駆逐艦夕凪護衛下で高雄に引き返した。
同日夜、悪天候でヒ71船団の陣形が乱れる中、空母大鷹が米潜水艦ラッシャーに雷撃されて北緯18度12分 東経120度22分 / 北緯18.200度 東経120.367度地点で沈没。
混乱したヒ71船団を、米潜水艦は次々に襲撃。速吸沈没（潜水艦ブルーフィッシュによる）、帝亜丸沈没（潜水艦ラッシャーによる）、帝洋丸沈没（潜水艦ブルーフィッシュによる）、玉津丸沈没（潜水艦スペードフィッシュによる）、能代丸損傷（ラッシャーによる）と阿波丸損傷（ブルーフィッシュによる）という大被害を出した。
択捉は損傷した「能代丸」の護衛をおこなった（19日に合流）。
第三掃蕩小隊（佐渡、松輪、日振）は遭難現場に留まり潜水艦の掃討にあたったが成果は無く、21日には現場を引き払いマニラへ向かう。8月22日0400ごろ、小隊の各艦は北緯14度25分 東経120度00分 / 北緯14.417度 東経120.000度のバターン半島マリベレスの西方50キロ地点でアメリカ潜水艦「ハーダー」と「ハッド」に発見された。海防艦はルソン島寄りから松輪、日振が平行し、佐渡はその後ろを航行し、三角形の陣形を成していた。攻撃は、0500時-0830時までの間に行われた。
まず、ハーダーが日振と松輪を目標に、ハッドが佐渡を目標に攻撃し、3隻は損害を受ける。佐渡は、ハッドからの魚雷1本が中央部に命中して航行不能となった。その後、ハッドの三度目の攻撃でさらに被雷し、沈没した。佐渡海防艦長の谷口信義中佐以下乗員73名が戦死した。
佐渡と同航していた松輪および日振も、ハーダーとハッドにより撃沈された。
残存艦が択捉のみとなった第三掃蕩小隊は、24日に編成を解かれた。同日、ハーダーはマニラ湾において、第二十二号海防艦と第102号哨戒艇により撃沈された。
マニラ到着以後のヒ71船団は、加入船舶12隻を護衛艦艇6隻（平戸、倉橋、二号海防艦、御蔵、藤波、28号駆潜艇）で護衛し8月26日同地出発、9月1日シンガポールに入港した。
10月10日、海防艦2隻（松輪、佐渡）は占守型海防艦、
帝国海防艦籍のそれぞれから除籍された。

## 艦長
艤装員長
1. 松林元哉 中佐：1943年2月20日[27] - 1943年3月27日[29]

海防艦長
1. 松林元哉 中佐：1943年3月27日[29] - 1943年10月5日[36]
2. 谷口信義 中佐：1943年10月5日[36] - 1944年8月22日 - 戦死。同日付任海軍大佐に特進。